# Éloi Julenon
Éloi Wilfrid Julenon, né le 11 octobre 1920 à La Possession, sur l’île de La Réunion où il est mort le 3 juin 2010, est un fonctionnaire et homme politique réunionnais.

## Biographie
Éloi Julenon est né le 11 octobre 1920, rue Cimendef, dans le village de La Possession, sur l'île de La Réunion. Il est le septième enfant d'une fratrie composée de neuf enfants. 
Son père était maraîcher et sa mère, au foyer. Il est issu d'une famille modeste.  
Descendant d’une famille d’esclaves et fier de ses origines, il prend pour exemple l’esclave Cimendef qui avait fui l’esclavage pour devenir marron.  
Durant son enfance, il ne va pas souvent à l'école car il aide son père aux champs, ce qui explique son illettrisme. Issu d’une famille pauvre, il ne peut pas acheter de fournitures scolaires ni de vêtements. Il arrête ses études à 14 ans pour venir en aide à sa famille. Malgré son manque d'éducation, il sait compter et possède une excellente mémoire.
Comme son père, il deviendra maraîcher, puis bazardier. Pour ses premières années de travail, il effectue des petits boulots : jardinier, charbonnier ou commissionnaire. Il rend service aux gens : comme chercher une tisane dans les Hauts pour une vieille dame malade ou offrir une salade à sa voisine qui a du mal à nourrir ses nombreux enfants.
À 16 ans, il rejoint les travaux publics sur le chantier de l'aérodrome de La Possession. Il découvre l'injustice et les conditions difficiles des militants. En 1936, il devient docker au port de la rivière des Galets et participe au déchargement du charbon et des marchandises. Puis il s'engage pour la première fois, dans les mouvements sociaux, luttant pour l'abolition du statut colonial.
En 1958, il est atteint d'une maladie respiratoire et part se faire soigner en Métropole. Il revient handicapé mais continue son combat politique. En 1963, il joue un rôle de médiateur entre la droite et la gauche réunionnaise, ensuite il entre en 1971 au conseil municipal de La Possession en tant qu'adjoint aux personnes âgées auprès du maire Roland Robert, dont il était très proche.
Son dévouement auprès de la population lui a valu le surnom de « préfet Noir ».
Il meurt le 3 juin 2010.

## Hommages
En 2012, la commune de La Possession lui rend hommage en donnant son nom à une école primaire. On y trouve également une ruelle à son nom : la ruelle Julenon[réf. nécessaire].